# Arturo Sampay
Arturo Enrique Sampay (Concordia, Entre Ríos, 28 de julio de 1911 - La Plata, 14 de febrero de 1977) fue un jurista, constitucionalista y docente argentino, conocido como el ideólogo de la Constitución Argentina de 1949 y padre del constitucionalismo social en la Argentina. De ideas radicales yrigoyenistas en un inicio, desarrolló luego un pensamiento socialcristiano, adhiriendo al peronismo a partir de la década de 1940. Fue concejal en Concordia por la UCR, se vinculó a FORJA, convencional constituyente por el peronismo en 1949, conjuez de la Corte Suprema de Justicia de la Nación (1973-1976) y miembro de la Comisión contra la Discriminación Racial de las Naciones Unidas. Se desempeñó como docente de Derecho político, Derecho constitucional y Ciencia política en diversas universidades de Argentina, Bolivia y Uruguay. Fue perseguido por gobiernos peronistas y antiperonistas.

## Biografía
Arturo Sampay nació en Concordia, en la provincia de Entre Ríos, hijo de Fernando Sampay y Antonia Berterame. Realizó sus estudios secundarios entre 1925 y 1929 en el histórico Colegio Nacional de Concepción del Uruguay.

### Yrigoyenista y abogado
Adhirió desde muy joven al ideario del nacionalismo radical yrigoyenista, siendo elegido concejal de Concordia por la UCR. En 1929 defendió activamente la campaña por la nacionalización del petróleo impulsada por el presidente Hipólito Yrigoyen y el general Enrique Mosconi.
En 1930 se mudó a La Plata para iniciar sus estudios universitarios en la Facultad de Ciencias Jurídicas y Sociales de la Universidad Nacional de La Plata, recibiéndose de abogado en 1932 con brillantes calificaciones. se recibió con Medalla de Oro y summa cum laude. A continuación obtuvo su doctorado con la tesis "La crisis del Estado de Derecho liberal burgués".
Realizó diversos estudios de posgrado en Suiza, con Dietrich Schindler, en Milán con Francesco Olgiati y Amintore Fanfani, y en París con Louis Le Fur y Jacques Maritain.
En 1934 escribió su primer libro La Constitución de Entre Ríos ante la nueva ciencia constitucional: carácter de la nueva Constitución de Entre Ríos, que fuera prologado por Faustino Legón en la edición de 1936.Ejerció su profesión de abogado y, al mismo tiempo, la docencia. Fue profesor desde 1931, perteneció al cuerpo docente de la Facultad de Derecho de la Universidad de Córdoba en el área del derecho civil, llegando en 1934 a ser profesor titular de la materia.
En 1944 se instaló en La Plata, provincia de Buenos Aires, donde producto de la unión con Dora Navarro, nacieron sus hijos Dora Mirta, María Alicia y Arturo Enrique. En dicho año ingresó asimismo como docente en la Universidad Nacional de la misma ciudad.Se especializó en Derecho constitucional y escribió un tratado en 6 tomos sobre la materia, publicado por la Editorial de Ciencias Jurídicas, que se considera una obra muy importante en esa disciplina. Entre 1934 y 1941 fue profesor de derecho constitucional en la Universidad de La Plata. 

### La Constitución de 1949
Como radical, en 1945 apoyó la candidatura presidencial de Juan D. Perón integrando la Unión Cívica Radical Junta Renovadora, uno de los tres partidos que la sostuvieron. El Vicepresidente Hortensio Quijano pertenecía precisamente a la UCR-JR.
En 1946 fue designado fiscal de la provincia de Buenos Aires durante la gobernación de Domingo Mercante. 
En diciembre de 1948 fue elegido Convencional por la provincia de Buenos Aires para integrar la Convención Constituyente que se reunió entre enero y marzo de 1949 y reformó la Constitución Nacional.
En 1951 publicó el libro Introducción a la teoría del Estado.

### Exilio y persecución
En 1952 vestido de sacerdote y con identificación falsa debió escaparse, primero al Paraguay, luego pasó a Bolivia y, finalmente, a Montevideo..
Con el derrocamiento del gobierno constitucional Perón por el golpe de Estado de la autodenominada Revolución Libertadora sufrió la la persecución ejecutada por los antiperonistas. Recién pudo volver a la Argentina en 1958 luego de que asumiera el presidente Arturo Frondizi, aunque no se le permitió reasumir sus cargos docentes en la Universidad.
En 1968 fundó y comenzó a dirigir la revista Realidad Económica, activa desde entonces, que se convirtió en una de las más importantes del país en su género.

### Últimos años
No fue sino hasta 1973, ya durante el gobierno de Cámpora en que se le reconocieron sus cargos docentes universitarios, pero enfermó poco después, falleciendo en 1977.
En 2014, Sampay fue declarado ciudadano ilustre post-mortem de la provincia de Entre Ríos por Ley 10.330.

## Obras
- La crisis del Estado de derecho liberal-burgués, 1942
- La filosofía del Iluminismo y la Constitución argentina de 1853, 1944
- Introducción a la Teoría del Estado, 1951
- Las ideas políticas de Juan Manuel de Rosas, 1970
- Constitución y pueblo, 1974
- Las constituciones de la Argentina entre 1810 y 1972, 1975